# Polymorfismus délky restrikčních fragmentů
Polymorfismus délky restrikčních fragmentů (RFLP – restriction fragment length polymorphism, vyslovováno někdy „riflip“) je označení pro jev, při němž se po rozštěpení několika vzorků DNA od různých jedinců pomocí restrikčních endonukleáz (enzymů selektivně štěpících DNA na restrikčních místech) projeví rozdíly v délce takto vzniklých DNA (restrikčních fragmentů). Tyto fragmenty lze následně detekovat prostřednictvím gelové elektroforézy. Rozdíly jsou způsobeny odchylkami ve stavbě původních řetězců DNA (tj. v jejich sekvenci). DNA různých jedinců obsahují rozpoznávací řetězce nukleotidů pro restrikční endonukleázy (restrikční místa, kde může dojít ke štěpení DNA) na různých místech. 
RFLP byla první obecně rozšířenou metodou analýzy DNA, má praktické využití v postupech, které zjišťují genetické rozdíly mezi několika jedinci jednoho druhu. Před rozvojem ostatních technik byla důležitým nástrojem pro mapování genomu, lokalizaci genů pro genetické poruchy, hodnocení rizika onemocnění a testování otcovství. Příkladem praktického využití může být prenatální test na srpkovitou anémii. Zde konkrétně je podkladem pro takové testy polymorfismus délky restrikčních fragmentů genu pro beta-globin. Podobné metody využívá také genetická daktyloskopie určená k zjišťování identity osob.

Princip RFLP. Homologní sekvence jsou naštípány restrikčními endonukleázami a získané fragmenty odděleny prostřednictvím gelové elektroforézy.

## Princip metody
Základem využití RFLP je štěpení izolované DNA restrikčními endonukleázami. Běžně se používají takové, které štěpí tzv. palindromatické sekvence, tedy ty, které mají stejné pořadí basí, čteme-li je v opačných směrech od štěpného místa. Příkladem používaných enzymů může být EcoRI izolovaný z bakterie Escherichia coli, nebo HindIII (Haemophilus influenzae), HpaI (Haemophilus parainfluenzae),či AluI (Arthrobacter luteus). První dva jmenované enzymy stříhají molekulu DNA tak, že vznikají „lepivé, kohezní“ konce (angl. sticky ends), užitím dalších dvou pak lze získat úseky DNA s „tupými“ konci (angl. blunt ends).

Restrikční místo enzymu EcoRI, oddělení sekvencí naznačeno zelenou čarou.

Po štěpení DNA jedním nebo více restrikčními enzymy jsou vzniklé fragmenty separovány pomocí gelové elektroforézy (DNA má uniformní negativní náboj a její fragmenty putují od katody k anodě, přičemž jejich mobilita závisí pouze na jejich velikosti). Získaný vzor na gelu nemusí být zřetelný, proto se cílí na vybrané úseky.
Používá se tzv. „Southernův přenos“ (angl. Southern blotting, the blotting paper = piják) k přenesení DNA z gelu na pevné médium, membránu z nitrocelulózy nebo nylonu, přičemž je zachována poloha jednotlivých fragmentů DNA. K membráně se přidá specifická jednovláknová sonda, tou může být definovaný gen nebo segment DNA či RNA známého původu označený radioaktivní chemikálií, či chemoluminiscenční látkou. Používají se buď lokusově specifické sondy (např. pro biosystematické studie rostlin je využívána ribozomální RNA), nebo multilokusové, schopné rozeznat opakující se sekvence (VNTR).
U fragmentů, které jsou komplementární k DNA sondy, dojde k hybridizaci. Po následném vymytí zůstanou na membráně pouze ty, které hybridizovaly.

## Využití
RFLP je první metoda, která byla využívána pro mapování genomu. Prostřednictvím srovnání výsledků získaných za použití různých restrikčních enzymů vznikla v roce 1987 první genetická mapa lidského genomu. Významná je i aplikace v lékařství. Na základě RFLP byly odhaleny pozice některých genů, jejichž mutace mohou mít patologické projevy (např. byl takto lokalizován gen BRCA1, jehož mutace je prekurzorem rakoviny prsu a vaječníků, či gen cystické fibrózy (CFTR)).
RFLP byla též používána pro identifikaci osob, či určování otcovství. V neposlední řadě nalezla uplatnění ve fylogeografii a biosystematice rostlin a živočichů.

## Další metody
Vlastní metoda RFLP vyžaduje relativně velké množství DNA, proto se dnes častěji používají metody založené na PCR. Výchozí množství DNA pro RFLP lze prostřednictvím PCR také zvýšit, jedná se pak o tzv. PCR-RFLP, jednou z odvozených metod je tzv. T-RFLP (Terminal RFLP), která je používaná pro analýzu environmentálních vzorků (např. porovnání mikrobiálních společenstev).